# Хрещені батьки
Хрещений батько (хрещений, нана́шко), а також хрещена мати (хрещена, нана́шка) — духовні батьки у християнській традиції, який під час таїнства хрещення приймає відповідальність перед Богом за духовне виховання та благочестя похресника. Хрещені батьки між собою та біологічними батьками іменуються кумами, а дитина яку вони хрестять для них — хрещеник (хрещениця) або похресник (похресниця).
За сучасними звичаями, хрещених має бути двоє (обох статей). Стародавні ж церковні правила передбачали одного хрещеного (тієї ж статі, що й похресник).

## Вимоги до хрещених батьків у католицтві

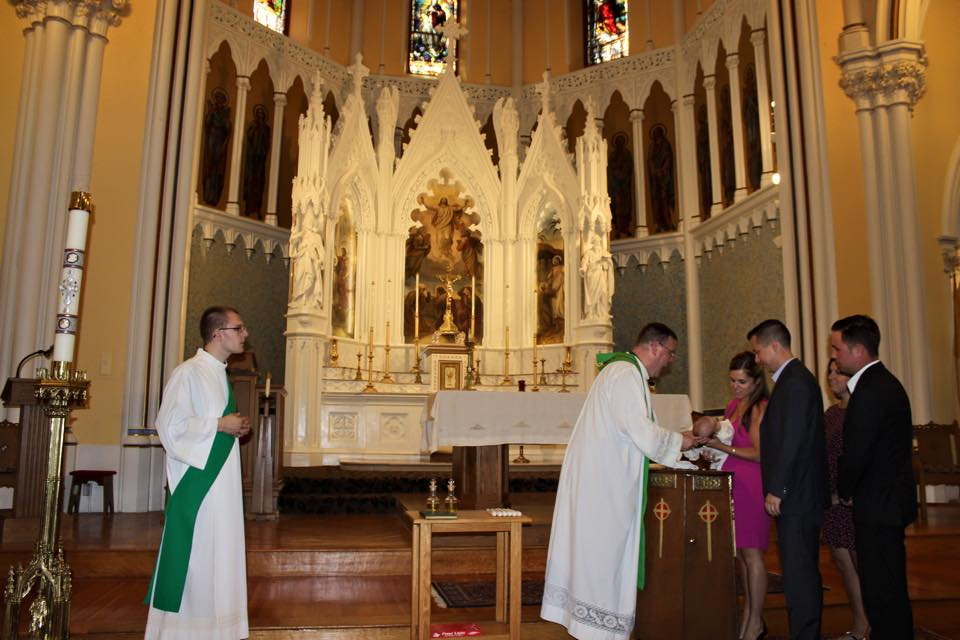
Священник хрестить дитину з батьками та хрещеними.

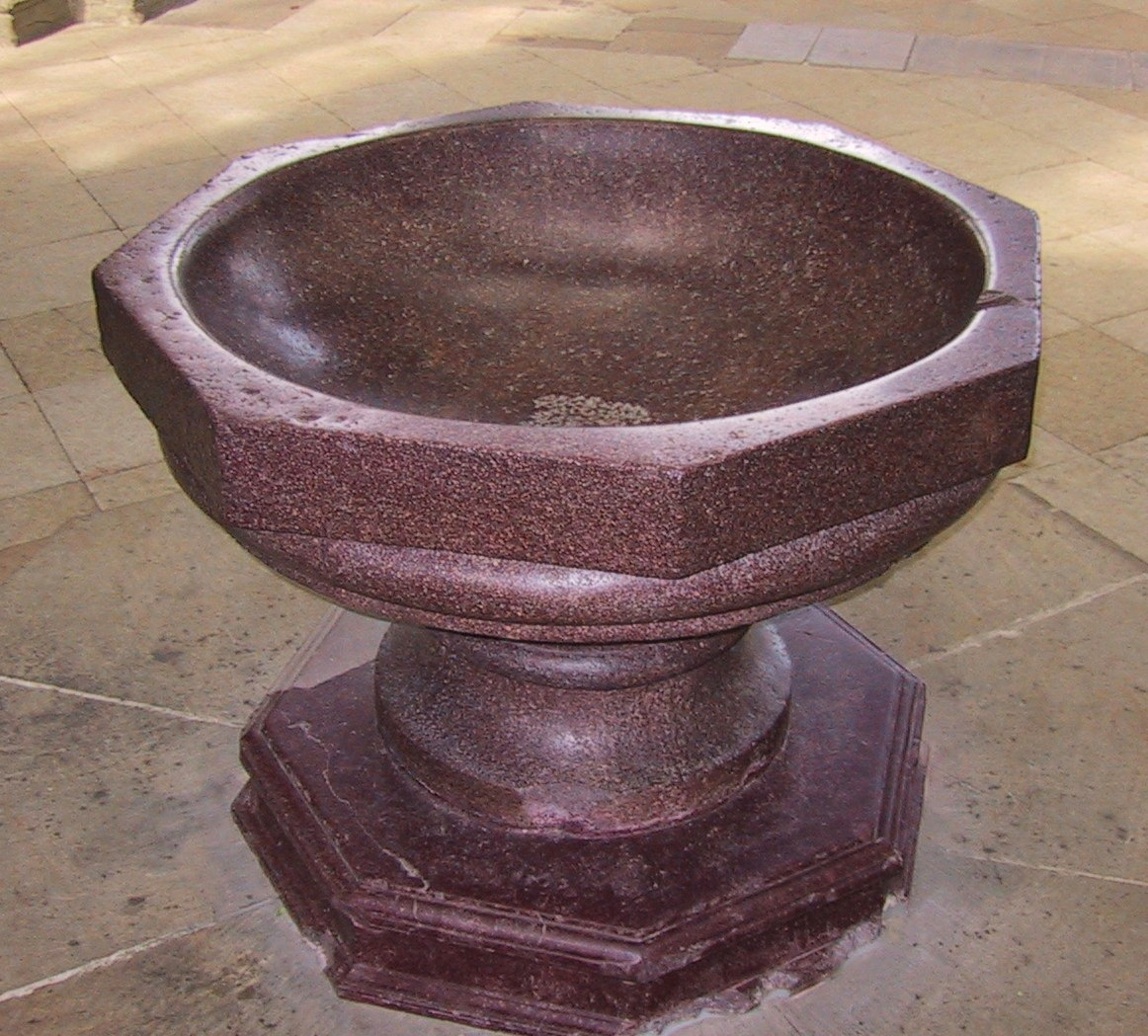
Хрещальний басейн у Магдебурзькому соборі

Католицький інститут хрещеного батьківства пережив реформацію майже без змін. Хрещеними батьками, як правило, має бути відповідна особа, щонайменше шістнадцяти років, підтверджений(-а) католик(-чка), який прийняв(-ла) євхаристію, не підлягає жодному канонічному покаранню, і не може бути батьком чи мамою дитини. Ті, хто належить до іншої гілки християнської церкви, не можуть стати хрещеними батьками, але можуть бути «свідками» разом із католиками. Свідок не має жодної релігійної ролі, визнаної латинською церквою.
У 2015 році Ватикан оголосив, що трансгендери не можуть бути хрещеними батьками, заявивши у відповідь на запит трансгендерного чоловіка, що трансгендерний статус «публічно виявляє ставлення, протилежне моральному імперативу вирішення проблеми гендерної ідентичності відповідно до правди людини про власну сексуальність» і що, «отже, очевидно, що ця особа не має вимоги вести життя згідно з християнською вірою та бути хрещеним батьком і тому не може бути допущена до статусу хрещеного батька чи хрещеної матері».

## Вимоги до хрещених батьків у православ'ї
Обов'язки хрещених такі, що не кожна людина може бути допущена до приймання хрещення похресника. Церковними правилами усуваються від цього:
1. батьки самого похресника й особи, що є кровними родичами (ця заборона не є безумовно обов'язковою)
2. монахи, оскільки чернечий сан поєднується з повним відходом від світу[7]).
3. Малолітні
4. Іновірці, причому не тільки нехристияни, але навіть ті, хто належить до іншої конфесії. У деяких випадках в минулому за політичними обставинами допускались хрещені з інших конфесій, але так, щоб вони читали символ віри так, як він читається в Православній церкві.

## Обов'язки хрещених
У Православній і греко-католицьких церквах хрещені зобов'язані:
- навчити похресників звертатись до таїнств церкви (сповідь і причастя)
- надати їм знання про зміст богослужіння й особливості церковного календаря
- привчати відвідувати церковні служби й постувати

До обов'язків хрещених також входить допомога похресникам у повсякденному житті, захист похресників від спокус, порада у виборі освіти й професії, дружини або чоловіка.